# Dimas Antonio Acuña Jiménez

Wappen von Dimas Antonio Acuña Jiménez.

Dimas Antonio Acuña Jiménez (* 25. Januar 1972 in Usiacurí, Departamento del Atlántico) ist ein kolumbianischer römisch-katholischer Geistlicher und Bischof von El Banco.

## Leben
Dimas Antonio Acuña Jiménez besuchte das Colegio Francisco de Paula Santander und das Colegio Codesa in Sabanalarga. Anschließend studierte er Philosophie und Katholische Theologie am Priesterseminar Juan XXIII. in Barranquilla. Außerdem belegte er an der Universidad del Norte in Barranquilla Kurse im Fach Philosophie der Gegenwart. Am 22. August 1998 empfing er durch den Erzbischof von Barranquilla, Félix María Torres Parra, das Sakrament der Priesterweihe für das Erzbistum Barranquilla.
Acuña Jiménez war nach der Priesterweihe zunächst als Pfarrvikar der Pfarrei San Pancracio (1997–1998) und an der Kathedrale María Reina in Barranquilla (1999) tätig. Anschließend war er Pfarrer der Pfarreien Nuestra Señora de Fátima (2000), San Carlos Borromeo (2001) und San Agustín (2002), bevor er 2003 Ausbilder am Priesterseminar Juan XXIII. in Barranquilla wurde. Daneben erlangte er 2004 an der Päpstlichen Universität Xaveriana in Bogotá bei José Gustavo González Bernal mit der Arbeit La pastoral social fomenta los valores cristianos y el desarrollo espiritual en los estudiantes de la Universidad del Atlántico („Die Sozialpastoral fördert christliche Werte und die spirituelle Entwicklung der Studierenden an der Universidad del Atlántico“) ein Lizenziat im Fach Religionswissenschaft. Von 2009 bis 2010 war er Pfarrer der Pfarrei Cristo Rey. 2010 wurde Acuña Jiménez für weiterführende Studien nach Rom entsandt, wo er 2013 an der Päpstlichen Universität Heiliger Thomas von Aquin ein Lizenziat im Fach Biblische Theologie erwarb. Nach der Rückkehr in seine Heimat wirkte er kurzzeitig als Pfarrer der Pfarrei Santa Laura, bevor er 2014 Regens des Priesterseminars Juan XXIII. wurde. Zudem gehörte er von 2014 bis 2020 dem Priesterrat und dem Diözesanvermögensverwaltungsrat des Erzbistums Barranquilla an. Ab 2020 war Acuña Jiménez Pfarrer der Pfarrei Nuestra Señora de Torcoroma in Barranquilla. Zusätzlich fungierte er als Delegat für die Hochschul- und Künstlerseelsorge im Erzbistum Barranquilla. Daneben nahm er ein Promotionsstudium an der Theologischen Fakultät San Vicente Ferrer in Valencia auf. Darüber hinaus moderierte er ab 1997 spirituelle Sendungen beim Radiosender Minuto de Dios und wirkte bei der Fernsehsendung Momentos auf Telecaribe mit. Außerdem wirkte er als Schriftsteller.
Am 15. Mai 2024 ernannte ihn Papst Franziskus zum Bischof von El Banco. Der Erzbischof von Barranquilla, Pablo Emiro Salas Anteliz, spendete ihm und Edgar Jesús Mejía Orozco am 27. Juli desselben Jahres in der Kathedrale María Reina in Barranquilla die Bischofsweihe; Mitkonsekratoren waren der emeritierte Erzbischof von Bogotá, Rubén Kardinal Salazar Gómez, und der emeritierte Erzbischof von Barranquilla, Jairo Jaramillo Monsalve, sowie der Bischof von Santa Marta, José Mario Bacci Trespalacios CIM, und der Apostolische Nuntius in Kolumbien, Erzbischof Paolo Rudelli. Acuña Jiménez wählte als Wahlspruch den Titel des Hymnus Veni creator spiritus („Komm, Schöpfer Geist“). Die Amtseinführung fand am 9. September 2024 statt.

## Werke
- La pastoral social fomenta los valores cristianos y el desarrollo espiritual en los estudiantes de la Universidad del Atlántico. Päpstliche Universität Xaveriana, Bogotá 2004, OCLC 1344827602.
- El libro de los pajaros: poemas. C&A Editorial, 2018, ISBN 978-958-58-9976-6.
- A la luz del mechón el recuerdo es el pasado meditado. Santa Bárbara Editores, Barranquilla 2021, ISBN 978-6-28750217-8.
- La muerte del camión: cuentos. Santa Bárbara Editores, Barranquilla 2022, ISBN 978-6-28750224-6.
- La batalla que no fue de flores. Santa Bárbara Editores, Barranquilla 2023, OCLC 1420370383.